# Undercover Animal
Undercover Animal är det tyska heavy metal-bandet Steelers fjärde och sista studioalbum, utgivet 1988 på skivbolaget Steamhammer.
Undercover Animal producerades av Tommy Hansen och Tommy Newton. Omslaget gjordes av Becker-Derouet och Sebastian Krüger. Medverkande musiker var Peter Burtz (sång), Tom Eder (gitarr), Axel Rudi Pell (gitarr), Jan Yildiral (trummor) och Roland Hag (bas).

## Låtlista
Sida A
1. "(I'll Be) Hunter or Hunted" – 3:40
2. "Undercover Animal" – 4:50
3. "Shadow in the Redlight" – 4:23
4. "Hard Breaks" – 3:49
5. "Criminal" – 3:56

Sida B
1. "Rely on Rock" – 4:17
2. "Stand Tall" – 3:28
3. "The Deeper the Night" – 5:10
4. "Knock Me Out" – 3:15
5. "Bad to the Bone" – 2:36

## Medverkande
Musiker
- Peter Burtz – sång
- Tom Eder – gitarr
- Roland Hag – bas
- Axel Rudi Pell – gitarr
- Jan Yildiral – trummor

Övrig personal
- Tommy Hansen – producent
- Tommy Newton – producent